# S1000级潜艇
S1000是俄国和意大利合作开发的一种潜艇，它是在红宝石设计局的阿穆尔级潜艇为基础，由红宝石设计局和意大利芬坎蒂尼公司合作研制。

## 注脚